# The Merry Gentlemen
The Merry Gentlemen  è un film del 2024 diretto da Peter Sullivan.

## Trama
Per poter salvare il nightclub dei suoi genitori una ballerina di Broadway decide di mettere in scena uno spettacolo tutto al maschile a tema natalizio incontrandone uno al caso suo.

## Produzione
Il film è stato girato principalmente a Santa Clarita, California nel 2023.

## Distribuzione
Il film è stato distribuito sulla piattaforma Netflix dal 20 novembre 2024.